# Conus hendricksi
Espèce
Conus hendricksi est une espèce fossile de mollusques gastéropodes marins de la famille des Conidae.

## Taxonomie

### Publication originale
L'espèce Conus hendricksi a été décrite pour la première fois en 2016 par les malacologistes Mathias Harzhauser (d) (1973-) et Bernard Manuel Landau (d) dans la publication intitulée « Zootaxa »,.